# Edmond Valcin
Pour les articles homonymes, voir Valcin.
Edmond Valcin, né le 10 mars 1913 à Rivière-Salée (Martinique) et mort le 6 septembre 1997 à Fort-de-France (Martinique), est un avocat et homme politique français, sénateur de la Martinique de 1977 à 1986.

## Biographie
Edmond Valcin est né à Rivière-Salée le 10 mai 1913. En 1933, il s'engage dans l'armée et fait carrière dans l'armée de terre, puis la magistrature militaire. Il est décoré de la Croix de guerre 1939-1945 En 1965, il quitte l'armée  et s'inscrit comme avocat au barreau de Fort-de- France. Politiquement de sensibilité gaulliste, il adhère à l'Union pour la nouvelle République (UNR), dont il devient secrétaire général, puis il fait scission et crée la section locale de l'Union démocratique du travail (UDT). Il rejoint ensuite le Rassemblement pour la République (RPR), dont il élu secrétaire fédéral en 1977.
Il se présente aux élections législatives en 1967, puis de 1973 dans la Deuxième circonscription de la Martinique mais est battu à chaque fois par le député sortant, Aimé Césaire. Aux élections sénatoriales du 25 septembre 1977, il dirige la liste de la majorité présidentielle et obtient une victoire à l'arraché au deuxième tour, avec 305 voix sur les 615 suffrages exprimés. Il s'inscrit au groupe RPR su Sénat et siège à la commission des affaires culturelles.
En tant que sénateur, il est un défenseur résolu de la départementalisation et s'oppose à toute évolution statutaire pour son île comme pour les autres départements et territoires d'outre-mers. Il alerte aussi régulièrement ses collègues sur la situation économique et sociale dans les Outres-Mers et particulièrement à la Martinique. enfin, il s'intéresse aussi à la situation des Anciens Combattants. 
Après un seul mandat, il ne se présente pas aux élections de 1986 et se retire ensuite de la vie politique.
Il a été officier de la Légion d'honneur, Chevalier de l'Ordre national du Mérite et récipiendaire de l'Ordre de l'Étoile noire.

## Détail des fonctions et des mandats
Mandat parlementaire
- 25 septembre 1977 - 1er octobre 1986 : Sénateur de la Martinique